# South Kidder (Dakota del Norte)
South Kidder es un territorio no organizado ubicado en el condado de Kidder en el estado estadounidense de Dakota del Norte. En el Censo de 2010 tenía una población de 81 habitantes y una densidad poblacional de 0,87 personas por km².

## Geografía
South Kidder se encuentra ubicado en las coordenadas 46°45′45″N 99°45′56″O / 46.76250, -99.76556. Según la Oficina del Censo de los Estados Unidos, South Kidder tiene una superficie total de 93.41 km², de la cual 85.77 km² corresponden a tierra firme y (8.17%) 7.64 km² es agua.

## Demografía
Según el censo de 2010, había 81 personas residiendo en South Kidder. La densidad de población era de 0,87 hab./km². De los 81 habitantes, South Kidder estaba compuesto por el 49.38% blancos, el 0% eran afroamericanos, el 3.7% eran amerindios, el 0% eran asiáticos, el 0% eran isleños del Pacífico, el 46.91% eran de otras razas y el 0% pertenecían a dos o más razas. Del total de la población el 50.62% eran hispanos o latinos de cualquier raza.